# うんこミュージアム
- アソビル > うんこミュージアム YOKOHAMA
- ダイバーシティ東京 > うんこミュージアム TOKYO

うんこミュージアムは、うんこをテーマとしたミュージアム（エンターテインメント施設）。運営はアカツキライブエンターテインメント、企画制作は面白法人カヤックが行っている。

## 概要
面白法人カヤックと後述のアソビルを運営するアカツキライブエンターテインメントの共同企画で、「究極のウンターテイメント」をコンセプトに、うんこだけをテーマにした日本初のミュージアム（エンターテインメント施設）。
第一弾は「うんこミュージアム YOKOHAMA」として2019年3月より神奈川県横浜市西区の体験型複合娯楽施設「アソビル」内に期間限定開設。その後、第二弾は「うんこミュージアム TOKYO」として同年8月に東京都江東区（お台場）の複合商業施設「ダイバーシティ東京 プラザ」内に開設された。訪日外国人の来訪が多かったことから、初の海外進出として、第三弾「うんこミュージアム in SHANGHAI（便便駕到 UNKO MUSEUM）」が中華人民共和国上海市で2019年10月19日～2020年1月3日に開催された。
2025年からサッカーJ3のFC琉球のスポンサーとなり、ユニフォームの背面に「UNKO MUSEUM」のロゴが大きく入っている。

## うんこミュージアム YOKOHAMA
アソビル2階の常設体験イベントフロア「ALE-BOX」内における開業時からの目玉コンテンツとして、2019年3月15日〜7月15日まで当初は4ヶ月間の予定で期間限定オープン。その後、後述のように人気コンテンツとなっていることから同年9月30日までの開設期間の延長が決まった。
同年6月3日までの80営業日で来場者数が10万人を突破している。

### 利用情報
- 展示：うんこ広場（ボルケーノ）、ウンスタジェニックエリア、ウンタラクティブエリア、ウンテリジェンスエリア
- 観覧料：大人1700円、子供900円（前売り割引あり）
- 開館時間：10:00 - 21:00（最終入場受付 20:30）

### 交通アクセス
- 各線横浜駅から徒歩約3分。横浜駅東口「アソビル」2F、ALE-BOX内。

## うんこミュージアム TOKYO

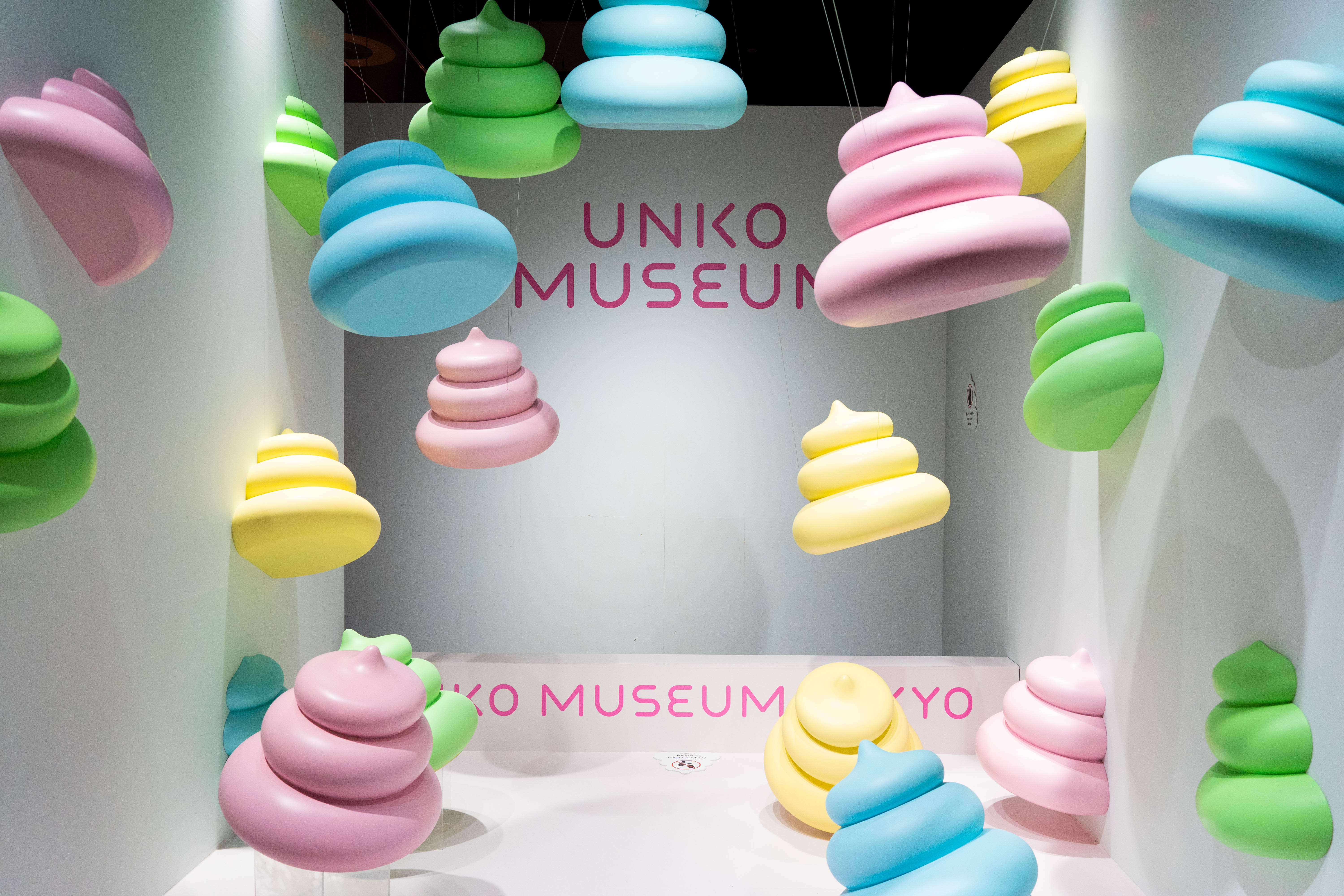
うんこミュージアム TOKYO

ダイバーシティ東京 プラザの2階に2019年8月9日オープン。うんこミュージアムの総本山として「うんこミュージアム YOKOHAMA」で好評だった様々なコンテンツがアップデートされている他、新たなコンテンツとしてフォトエリア「うんコンビニ UNKO MART」やクソゲーコーナーが進化した「クソゲーセンター」、物販エリア「うんこファクトリー」、公式キャラクターのウンベルトをフィーチャーした「ウンベルトの間」が登場。
また、当館の公式テーマソング『生きる・愛する・うんこする』をtofubeatsが完全書き下ろしで制作、“tofubeats with うんコーラス隊”名義で提供している。

### 利用情報
- 展示：大広場（ボルケーノ）、ウンスタジェニックエリア、ウンタラクティブエリア、ウンテリジェンスエリア
- 観覧料：大人1800円、子供1000円（前売り割引あり）
- 開館時間：10:00 - 21:00（最終入場受付 20:00）

### 交通アクセス
- りんかい線「東京テレポート駅」から徒歩約3分、ゆりかもめ「台場駅」から徒歩約5分。「ダイバーシティ東京 プラザ」2F。

## うんこミュージアム オンライン
2020年5月、うんこミュージアムTOKYOの内容をインターネットを通じて自宅で楽しむことができる「うんこミュージアム オンライン」の提供が開始された。新型コロナウイルス感染症の集団感染防止のためのいのちを守る STAY HOME週間の支持のためのもので、ミュージアムのゲーム「うんこシャッター」をスマートフォン用とした「ウンタラクティブエリア」、テレワークで活発化するビデオ会議の背景などに使用できる壁紙「ウンスタジェニックエリア」、著名人によるイラスト「ウンテリジェンスエリア」、うんこミュージアムの守り神・ウンベルトによるネット配信「おうちでウンベルト」などが提供されている。
また緊急事態宣言を受けてうんこミュージアムTOKYOが休業し、土産品として販売されていた菓子の賞味期限が近づいたことで、公式ショップサイトにて、これらの土産が特別割引価格で販売された。
さらに緊急事態宣言の延長により、仕事やプライベートなどでオンラインでのコミュニケーション長期化が予想されたことから、コミュニケーションを楽しくするARフィルターとして、頭に巨大うんこ帽子を被せる「うんこハット」、うんこが背後を高速で通り過ぎる「うんこシャッター」、顔にうんこを飾り付ける「うんこフェイスペイント」、ウンベルトが守護霊のように背後から見守る「守り神・ウンベルト」、口を開けると頭からうんこが噴火する「ウンコ・ボルケーノ」なども、「うんこミュージアム オンライン」内で提供された。
2020年7月には、デジタルメディア協会の主催による「デジタル・コンテンツ・オブ・ジ・イヤー'19 / 第25回AMDアワード」で、年間コンテンツ賞「優秀賞」の授賞作品10作品の1つに選ばれた。

## その他
- ウンベルトという公式マスコットキャラクターがおり、LINEスタンプも配信されている[15]。